# Anaea neidhoeferi
Anaea neidhoeferi är en fjärilsart som beskrevs av Rotger, Escalante och Coronado-g 1965. Anaea neidhoeferi ingår i släktet Anaea och familjen praktfjärilar. Inga underarter finns listade i Catalogue of Life.